# Walter Hermann Bucher
Walter Hermann Bucher (Akron, Ohio, 12 de março de 1888 – Houston, 17 de fevereiro de 1965) foi um geólogo e paleontologista teuto-estadunidense.
Foi presidente da Sociedade Geológica dos Estados Unidos em 1955.